# Сајдел (Илиноис)
Сајдел (енгл. Sidell) град је у америчкој савезној држави Илиноис.

## Демографија
По попису из 2010. године број становника је 617, што је 9 (-1,4%) становника мање него 2000. године.
| Група             | 2000.       | 2010.       |
| Белци             | 620 (99,0%) | 600 (97,2%) |
| Афроамериканци    | 1 (0,2%)    | 1 (0,2%)    |
| Азијати           | 0 (0,0%)    | 0 (0,0%)    |
| Хиспаноамериканци | 4 (0,6%)    | 4 (0,6%)    |
| Укупно            | 626         | 617         |